# Seward (półwysep)
Seward (ang. Seward Peninsula) – półwysep położony na zachodzie Alaski nad Morzem Beringa graniczący z zatokami Kotzebue na północy i Nortona na południu. Ma około 320 km długości i około 225 km szerokości w najszerszym odcinku. Graniczy z Azją poprzez Cieśninę Beringa.
Podstawowym przemysłem jest wydobycie złota i łowienie zwierząt. 
Półwysep jest siedzibą wojskowej bazy lotniczej i obserwacyjnej. 
Zaludnienie półwyspu jest słabe, główną miejscowością jest port morski Nome.
Nazwa półwyspu pochodzi od nazwiska Williama Sewarda, amerykańskiego polityka, który w 1867 roku doprowadził do zakupu Alaski przez Stany Zjednoczone od Rosji.